# Félix Armand
Félix Armand (29 août 1742 à Quillan - 17 décembre 1823 à Saint-Martin-Lys) fut le curé de Saint-Martin-Lys pendant 49 ans. L'œuvre qui lui a assuré sa notoriété fut le percement des gorges de la Pierre-Lys permettant de relier Saint-Martin à Quillan puis ultérieurement à toute la Haute Vallée de l'Aude. Avec la seule aide des habitants de Saint-Martin, il creusa ou battit ce passage de plus d'1 km 500 à travers la roche, passage qui permit aux Martinlysois de gagner presque une journée dans leurs déplacements.

## Biographie
De parents pauvres, mais religieux (son père, tanneur, exerçait la fonction de carillonneur à Quillan), Félix est envoyé à Perpignan à l'âge de 12 ans pour faire des études, où il se lia d'amitié avec Michel Jean Joseph Brial (Dom Brial). Puis à partir de 1762, il fit ses études théologiques au grand séminaire d'Alet, (11 - petit évêché de la haute vallée de l'Aude). Il est ordonné prêtre le 28 mai 1768 (à Perpignan par l'évêque de Elne, celui d'Alet étant malade), et devint vicaire de Quillan. Sa première paroisse fut celle de Galinagues (à partir de 1771), où il resta trois ans avant de redevenir vicaire de Belvianes (commune limitrophe de Quillan et Saint-Martin-Lys) en avril 1774. Bien que toujours en place à Belvianes, il remplaça progressivement à partir de mai 1775 le curé de Saint-Martin (l'abbé Bernu),,,,,
Félix Armand devint le curé de Saint-Martin-Lys le 15 novembre 1775, cure qu'il a fait rouvrir pour lui par son évêque Charles de la Cropte de Chanterac
Outre les travaux de la route de la Pierre-Lys (cf paragraphe suivant), Félix Amand introduisit auprès des Martinlysois la pomme de terre, la vaccination et créa la première caisse de bienfaisance du village à laquelle il participa grandement. 
À la Révolution, il devint prêtre réfractaire et s’exila avec son évêque Charles de la Cropte de Chanterac le 1er septembre 1792. Il s’installa à Sabadell (Catalogne) où il resta 4 ans. Ce ne fut qu’à réception d’une pétition paraphée par tous les Martinlysois, portée directement par un de ses paroissiens de confiance (Baptiste Marcérou) qu’il décida de rentrer à Saint-Martin-Lys le 2 novembre 1796.
Mais jusqu’au Consulat, la position des prêtres réfractaires restait précaire, Félix Armand fut régulièrement obligé de se cacher, en particulier dans la grotte troglodyte du Gal, quand les forces de l’ordre étaient annoncées. Son exil, puis les risques liés à son statut de réfugier stopperont les travaux de la route des gorges jusqu’à la fin 1798.
Fin août 1800, un grand incendie se déclencha de nuit dans la forêt domaniale des Fanges au dessus de Saint-Martin-Lys. Premier alerté par le garde forestier, Félix Armand organisa les équipes de bûcherons pour circonscrire le feu. Son action rapide et efficace fut saluée par le préfet de l’Aude Barante qui lui promit alors une gratification.
Le 10 septembre 1823, pour le remercier de son œuvre, il reçut la croix de la Légion d'honneur (sur demande du duc de Larochefoucauld. Félix Armand, lui n'ayant jamais pensé à cet honneur).
Il décéda à Saint-Martin-Lys le 17 décembre 1823 en faisant don par testament de la plupart de ses biens aux pauvres de la paroisse.

## Le chemin suivant le cours de l’Audeà travers les gorges
Quasiment dès son installation au presbytère de Saint Martin Lys, il organise le début des travaux pour aménager le chemin qui suivra le cours de l’Aude. D'abord 5 ans de travaux, mais aussi de déplacements continus pour collecter les fonds nécessaires pour créer un premier sentier : c’est en mai 1781 qu’est percé le Roc du diable (ou maudit), dernier obstacle avant d’atteindre Belvianes, tunnel qui deviendra, une fois élargi, le « trou du curé ». L’évêque d’Alet Charles de La Cropte de Chanterac, ayant grandement participé financièrement aux travaux viendra constater l’avancement lui-même le 9 mai 1786,.
L’élargissement du chemin se poursuit jusqu’en 1792 année du départ de Félix Armand en exil en Espagne, pour ne reprendre que difficilement en 1799 avec la seule bonne volonté de ses paroissiens (les donateurs habituels n’étant plus en mesure de l’aider financièrement). Ce n’est qu’après le grand incendie de la forêt des Fanges que l’abbé Armand reçut suffisamment de fonds pour reprendre significativement les travaux. Napoléon 1er lui écrivit en personne, lui accordant un bon sur sa cassette personnelle. Louis XVIII ne fut pas en reste,.
À la Toussaint 1814, l’abbé Félix Armand organisa une grande procession jusqu’au « trou du curé » pour célébrer la fin des travaux du chemin de la Pierre-Lys. Mais de fait ce ne fut qu’une étape car jusqu’à son décès Félix Armand continua d’améliorer la route pour faciliter l’accès, par exemple en faisant creuser le chemin de muletier contournant le roc à l’entrée des gorges coté Saint Martin qu’on peut encore utiliser.
En 1821, il obtint, avec l’aide de Monsieur de La Rochefoucauld le classement de la route de la Pierre-Lys comme route départementale (no 17) : les travaux à venir, bien qu’il en eut encore la charge, furent financés sur devis par le département.
Mais les autorités militaires craignant encore des invasions (comme en 1793, les Espagnols sous le commandement du général Ricardos envahirent le Roussillon) refusèrent l’élargissement jusqu’en 1840.
Félix Armand obtint du marquis d’Axat, Ange Jean Michel Bonaventure de Dax, propriétaire des forges et laminoirs de cette ville, qu’il finance la poursuite de la route vers l’amont de l’Aude du Rébenty à Axat, même s’il ne put voir la fin de ces travaux.

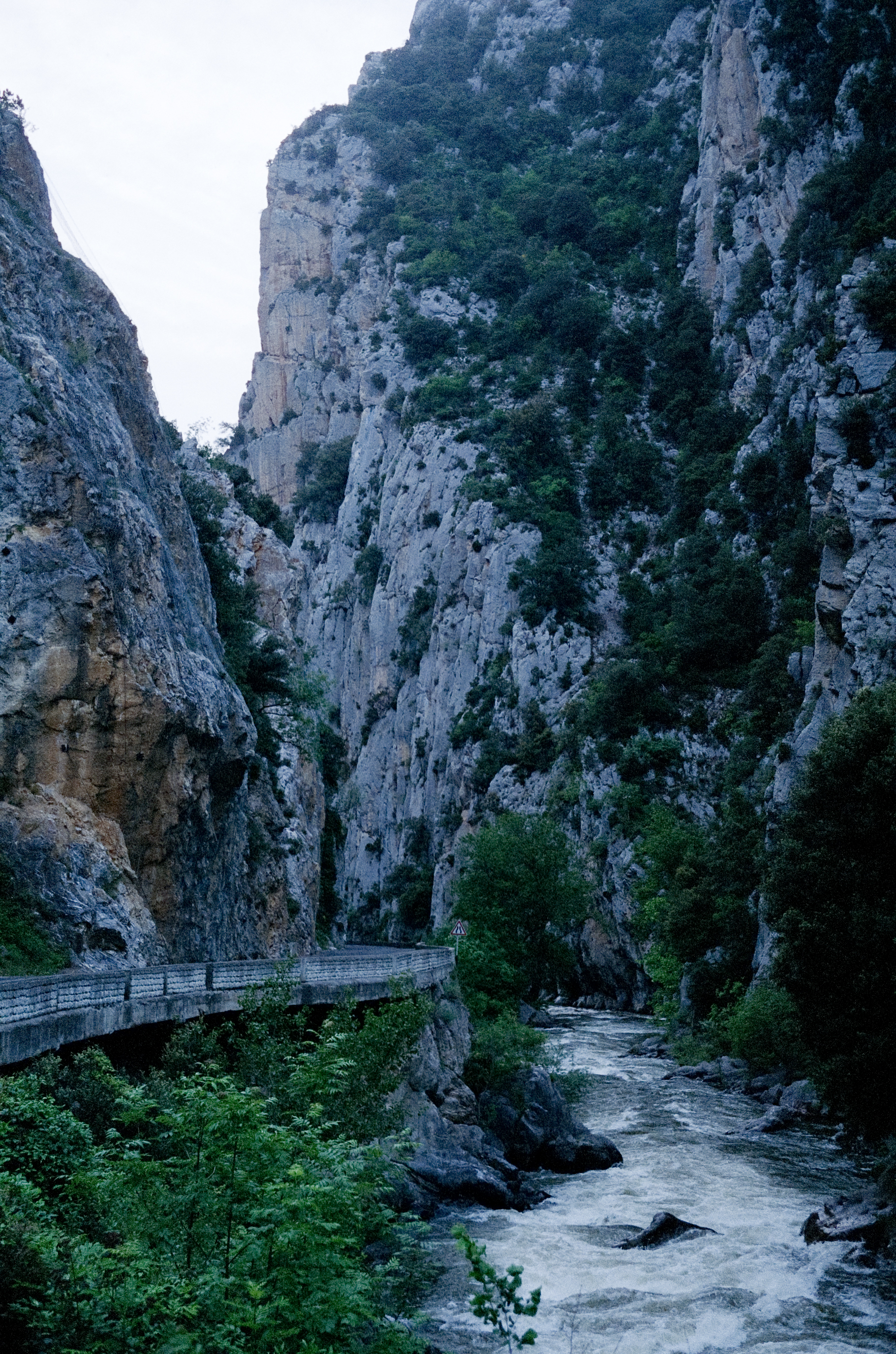
Partie étroite du défilé.
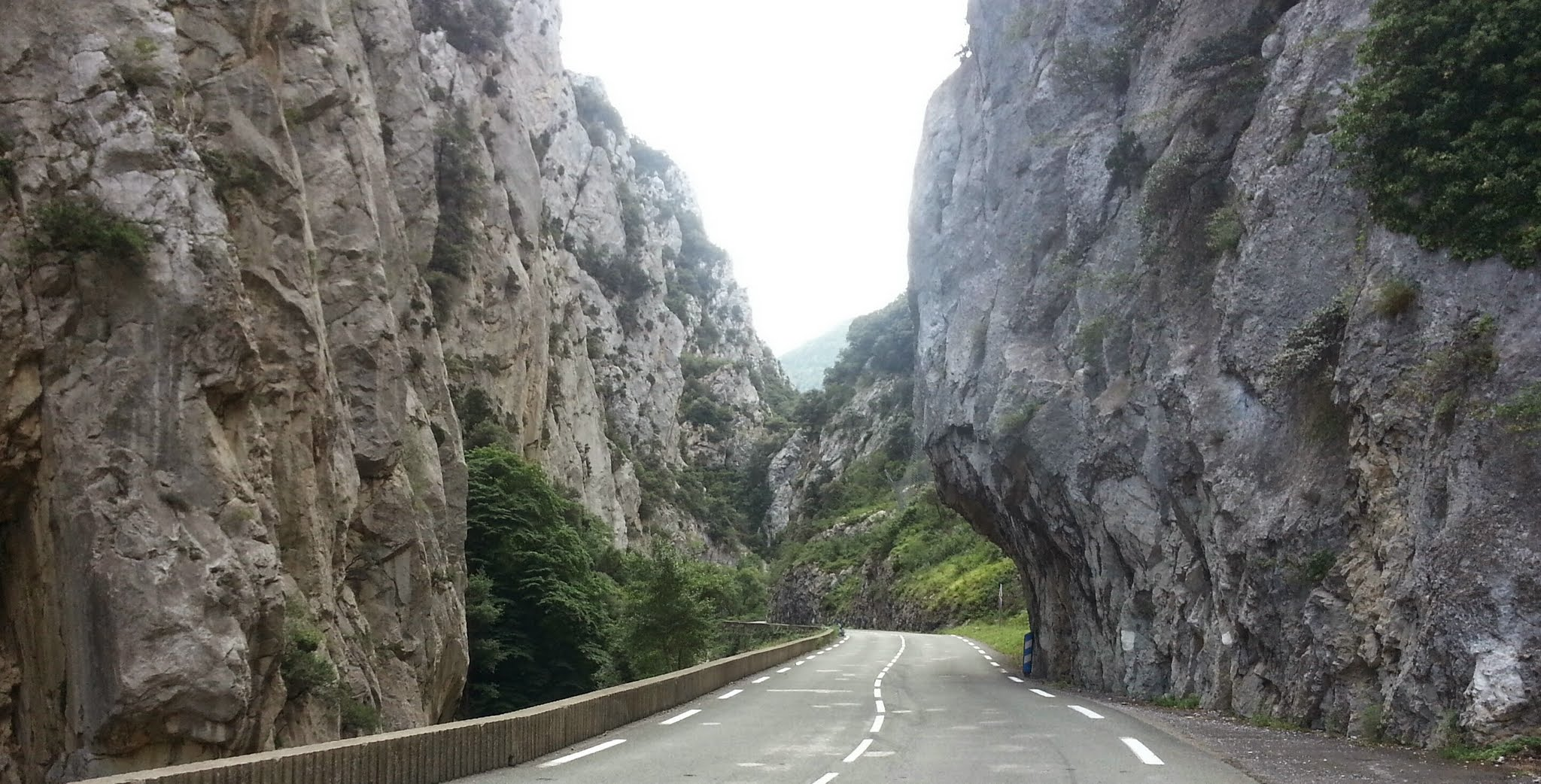
Au cœur du défilé, la route de nos jours.

Après sa mort, cette route fut prolongée encore vers le Roquefortès et Mont-Louis, puis vers Caudiès, et deviendra route nationale en 1861 après de nombreux aménagement, nouveaux tunnels et élargissements.
Elle permit d’assurer aux villages amonts une prospérité qui ressort des tableaux de population donnés en 1837 par J-P de la Croix.
La reconnaissance des Quillannais pour l’accroissement de l’activité dans leur ville les a amenés à lui dresser une statue.

## Statuaire de Félix Armand
Un projet de statue est mentionné dès 1837 (projet Prosper Bénézech). Puis Louis Amiel organisa une collecte de fonds pour qu’une statue soit dressée à Quillan pour Félix Armand (moule réalisé en 1869 par Jean-Marie Bonnassieux). Mais l’inauguration effective de la première statue de bronze ne fut réalisée que le 15 septembre 1901 à Quillan. Coulée par l’occupant en 1942, cette première version a disparu. Une copie en pierre est aujourd’hui visible dans le square de l’office de tourisme. Une autre sculpture, toujours à Quillan, symbolise le trou du curé et est dédiée à Félix Armand, sur la contre-allée menant à la gare.